# Viola calcarata
La viola con sperone o viola di monte (Viola calcarata L., 1753) è una pianta perenne appartenente alla famiglia delle Violaceae, che cresce sulle montagne dell'Europa sud-orientale. L'epiteto specifico deriva dal suo sperone (calcar).

## Descrizione

### Portamento
Questa pianta, alta in genere fino a 15 cm, ha fusti brevi e glabri, fogliosi in basso, prostrati, ascendenti o suberetti.

### Foglie
Questa pianta può essere eterofilla o omofilla, cioè le foglie superiori possono essere di forma diversa rispetto alle inferiori, oppure possono avere tutte una forma simile. La lamina può essere più o meno allungata, da una forma arrotondata ad una forma lanceolata, con un margine crenato e vertice ottuso. Alla base del picciolo si trovano due stipole, lunghe tra 5 e 15 mm, di forma molto variabile: si va da stipole lineari e intere a stipole divise in diversi segmenti lineari, pennati o palmati.

### Fiori
I fiori hanno una corolla grande, larga tra i 2 e i 4 cm, di colore variabile: la fauce è pressoché sempre gialla, spesso con strie viola scuro, mentre il lembo dei petali può essere giallo, violetto, blu o bianco, o in alcuni casi anche una combinazione di questi colori. Il petalo inferiore è allungato in uno sperone lungo 8–15 mm. Fiorisce da maggio ad agosto.

## Distribuzione e habitat
È una specie alpina, che cresce generalmente tra i 1500 e i 2800 m, su prati, pascoli e vallette nivali. È una specie orofita sudest-europea, cresce cioè sulle montagne dell'Europa sudorientale, come le Alpi e i Balcani. In Italia è presente su tutto l'arco alpino, ad eccezione della parte più orientale (Veneto e Friuli).

## Tassonomia
In Italia sono presenti tre sottospecie di Viola calcarata:
- Viola calcarata L. subsp. calcarata

Ha fusti brevi, lunghi non più di 5 cm, portanti uno o due fiori; foglie tutte simili tra loro e stipole intere o al massimo dentate. Cresce preferenzialmente su terreni calcarei, in Italia è diffusa dai Grigioni alla Val di Susa.
- Viola calcarata L. subsp. cavillieri (W. Becker) Negodi

Prima considerata come specie a sé stante (Viola cavillieri W. Becker). Ha fusti allungati (fino a 10-18 cm compreso il peduncolo) portanti diversi fiori. Le foglie hanno stipole con due o più segmenti laterali pennati molto sottili. Cresce preferenzialmente su terreni silicei, in Italia si trova sulle Alpi Liguri.
- Viola calcarata L. subsp. villarsiana (Roem. & Schult.) Merxm.

Prima considerata come specie a sé stante (Viola villarsiana Roem. & Schult.). Ha fusti allungati portanti diversi fiori, le foglie hanno stipole con due o più segmenti laterali pennati poco più sottili del segmento centrale. In Italia è diffusa dalle Alpi marittime alla Val di Susa.
Di recente è stata descritta una nuova specie, Viola ferrarinii Moraldo & Ricceri, alla quale sono state attribuite popolazioni presenti nell'Appennino settentrionale, in precedenza classificati come Viola calcarata subsp. cavillieri.